# Jackline Maranga
Jackline Maranga (Jackline Bonareri Maranga; * 16. Dezember 1977 in Nyanturago, Kisii Central District, Provinz Nyanza) ist eine kenianische Mittel- und Langstreckenläuferin.

## Leben
Bereits als 14-Jährige gewann sie bei den Leichtathletik-Juniorenweltmeisterschaften 1992 eine Silbermedaille im 1500-Meter-Lauf. 1994 folgte Silber über 800 Meter und 1996 erneut Silber über 1500 Meter.
1997 heiratete sie ihren Läuferkollegen Tom Nyariki. Bei der Course de l’Escalade feierte das Ehepaar einen Doppelsieg.
1998 wurde sie Fünfte auf der Langstrecke bei den Crosslauf-Weltmeisterschaften und gewann mit der Mannschaft Gold. Im selben Jahr siegte sie jeweils über 1500 Meter bei den Afrikameisterschaften in Dakar und bei den Commonwealth Games in Kuala Lumpur.
In der darauffolgenden Saison wurde sie Crosslauf-Weltmeisterin auf der Kurzstrecke, gewann Bronze über 1500 Meter bei den Panafrikanischen Spielen und wurde über dieselbe Distanz Elfte bei den Weltmeisterschaften in Sevilla.
Nach einer Babypause kehrte sie 2002 ins Wettkampfgeschehen zurück, wurde über 1500 Meter Vierte bei den Commonwealth Games in Manchester und siegte bei den Afrikameisterschaften in Radès. 2003 wurde sie Fünfte bei den Weltmeisterschaften in Paris/Saint-Denis und gewann Bronze bei den Afrikaspielen.
2005 wurde sie zum zweiten Mal Mutter einer Tochter.

## Persönliche Bestzeiten
- 800 m: 2:00,60 min, 26. August 1997, Berlin
- 1500 m: 3:57,41 min, 8. August 1998, Monaco
- 1 Meile: 4:24,00 min, 25. August 1998, Lausanne
- 3000 m: 8:38,02 min, 29. Juli 1998, Paris
- Halbmarathon: 1:12:46 h, 14. Mai 1995, Gennevilliers